# Philipp Kleffel
Philipp Kleffel (* 9. Dezember 1887 in Birkenfelde; † 10. Oktober 1964 in Coburg) war ein deutscher Offizier, zuletzt General der Kavallerie im Zweiten Weltkrieg.

## Laufbahn
Kleffel trat am 25. November 1905 als Fahnenjunker in das Ulanen-Regiment „von Schmidt“ (1. Pommersches) Nr. 4 der Preußischen Armee ein. Dort wurde er am 18. Mai 1907 mit Patent vom 14. April 1907 zum Leutnant befördert.
Nach dem Ausbruch des Ersten Weltkriegs kam Kleffel mit seinem Regiment im Verbund mit der 1. Kavallerie-Division an der Ostfront zum Einsatz. Er beteiligte sich an den Kämpfen bei Gumbinnen, Tannenberg sowie an den Masurischen Seen und stieg im September 1914 zum Regimentsadjutanten auf. Am 24. Dezember 1914 folgte seine Beförderung zum Oberleutnant. Anfang April 1916 wurde Kleffel Adjutant der 41. Kavallerie-Brigade und am 5. Oktober 1916 Rittmeister. Als solcher hatte er ab 30. April 1917 bis Kriegsende verschiedene Generalstabsverwendungen, zuletzt seit 28. Juni 1918 im Generalstab des XXXXI. Reserve-Korps.
Nach Kriegsende und Rückkehr in die Heimat, schloss Kleffel sich nach der Demobilisierung einer Freiformation an und war vom 22. Februar bis 10. Juli 1919 Chef der 1. Freiwilligen-Schwadron Thorn. Anschließend in die Vorläufige Reichswehr übernommen, war Kleffel im Generalstab des Armeeoberkommandos Grenzschutz Nord tätig und fungierte vom 9. Februar bis 28. August 1920 als Adjutant der 1. Kavallerie-Division. Er wurde dann in den Stab des Reiter-Regiments 10 versetzt und als Eskadronchef beim berittenen Kommando in das Reichswehrministerium kommandiert. Am 1. Mai 1922 kam Kleffel in das 4. (Preußisches) Reiter-Regiment und kommandierte die kommenden zwei Jahre die 2. Eskadron in Perleberg. Anschließend in den Generalstab des Gruppenkommandos 1 nach Berlin versetzt, wurde Kleffel am 1. Oktober 1926 Erster Generalstabsoffizier im Stab der Inspektion der Kavallerie (In 3) im Reichswehrministerium. Dort erhielt er am 1. Oktober 1929 seine Beförderung zum Major und wurde am 1. Oktober 1930 Erster Generalstabsoffizier im Stab des Infanterieführers III in Potsdam. In gleicher Funktion war Kleffel zwei Jahre später im Stab der 2. Kavallerie-Division tätig, wurde dort am 1. Dezember 1933 Oberstleutnant sowie am 1. Oktober 1935 Oberst. Als solcher folgte am 1. April 1936, nunmehr im Heer der Wehrmacht, seine Ernennung zum Kommandeur des Reiterregiments 14 in Ludwigslust. Im Februar 1938 übernahm Kleffel das Amt als Höherer Kavallerieoffizier 4 mit Sitz in Hannover, wo er am 1. Juni 1939 zum Generalmajor befördert wurde.
Auch nach der Mobilmachung für den Zweiten Weltkrieg blieb Kleffel zunächst in Hannover stationiert und wurde Chef des Generalstabes des stellvertretenden XI. Armeekorps (zugleich Wehrkreiskommando XI mit Sitz in Kassel). Erst am 15. April 1940 übernahm er das Kommando über die 1. Infanterie-Division, die er (mit einer krankheitsbedingten Unterbrechung) bis zum Januar 1942 befehligte. In dieser Zeit nahmen Kleffel und seine Division am Frankreichfeldzug und am Überfall auf die Sowjetunion teil, wo sie am Nordabschnitt der Ostfront eingesetzt waren. Am 1. Juni 1941 erfolgte seine Beförderung zum Generalleutnant. Mit seiner Division war Kleffel an der Einschließung der Stadt Leningrad im Herbst und Winter 1941 beteiligt. Ulrich Heyden hat darauf hingewiesen, dass im Blockade-Museum in Sankt Petersburg ein Tagesbefehl Kleffels vom 13. Dezember 1941 ausgestellt ist, mit dem er seinen Soldaten einschärfte, sie dürften „nicht das kleinste Mitleid mit der hungernden Bevölkerung haben, auch nicht mit Frauen und Kindern.“ Auch diese hätten „überall, wo es möglich war, Verbrechen begangen“ und dürften nicht aus der Stadt gelassen werden. Als Nachfolger von General Lindemann wurde Kleffel im Januar 1942 zunächst Führer und dann ab März Kommandierender General des L. Armeekorps. Folgerichtig wurde er am 1. März zum General der Kavallerie befördert. Von März bis Juli 1942 übernahm er vorübergehend die Führung des I. Armeekorps, das südöstlich von Leningrad in sehr harte Kämpfe mit der sowjetischen 2. Stoßarmee verwickelt war. Nach deren gescheitertem Versuch, das deutsche Korps abzuschneiden (Schlacht am Wolchow), wurde die in vorgeschobener Position festsitzende sowjetische Stoßarmee von Kleffels Verbänden eingekesselt und praktisch komplett vernichtet. Dabei geriet der sowjetische Befehlshaber Andrei Wlassow in Gefangenschaft, der später die auf deutscher Seite kämpfende Russische Befreiungsarmee aufstellte. Danach kehrte Kleffel zum L. Armeekorps zurück, das er bis zu einer erneuten Erkrankung im September 1943 befehligte. Anschließend wurde er in die Führerreserve versetzt.
Nach einer weiteren vertretungsweisen Verwendung als Kommandierender General des stellvertretenden IX. Armeekorps in Kassel (zugleich Befehlshaber im Wehrkreis IX) von Januar bis April 1944 wurde Kleffel Befehlshaber des „Sonderstabes I“ im OKH und im Juli 1944 Befehlshaber des bei der Heeresgruppe Nord an der Düna aus dem Stab der 285. Sicherungs-Division gebildeten Generalkommandos z. b. V. Kleffel. Dieses wurde Ende Oktober 1944 zum Generalkommando XVI. Armeekorps, während Kleffel ab dem 20. Oktober Befehlshaber der Armeeabteilung Kleffel wurde, der aus dem LIV. Armeekorps und deren Armeeabteilung Narva hervorgegangenen vormaligen Armeeabteilung Grasser. Anfang November kehrte er dann noch einmal zum XVI. Armeekorps zurück, ehe er Mitte Dezember in die besetzten Niederlande berufen wurde, um hier das wieder aufgestellte XXX. Armeekorps zu übernehmen. Vom 28. März bis zum 7. April 1945 war er hier zugleich stellvertretender Führer der 25. Armee. Bei Kriegsende geriet Kleffel in britische Kriegsgefangenschaft, aus der er am 20. Oktober 1947 entlassen wurde.

## Auszeichnungen
- Eisernes Kreuz (1914) II. und I. Klasse[4]
- Friedrich-August-Kreuz I. Klasse[4]
- Spange zum Eisernen Kreuz II. und I. Klasse
- Finnisches Freiheitskreuz I. Klasse mit Eichenlaub und Schwertern am 29. März 1943
- Ritterkreuz des Eisernen Kreuzes am 17. Februar 1942[5]
- Deutsches Kreuz in Gold am 10. Mai 1943[5]